# Carolin Wahl
Carolin Wahl (geboren 1992 in Stuttgart) ist eine deutsche Schriftstellerin. Bekannt wurde sie unter anderem durch ihre Romane in der Vielleicht-Reihe.
Ihr Großvater war der deutsche Gewichtheber Paul Wahl. 

## Leben
Carolin Wahl studierte Germanistik und Geschichte in München. Seitdem sie ein Kind war, gehören Reisen und Geschichten zu ihrem Leben. So hat sie beispielsweise gemeinsam mit ihrem Mann die Ost- und Westküste von Nordamerika, aber auch Edinburgh und Asien besucht. Heute lebt sie mit ihrer Familie wieder in ihrer Heimatstadt.
Carolin Wahl schreibt Romane in den Genres New Adult, Jugendbuch und Fantasy.
Mit dem dritten Teil ihrer Vielleicht-Reihe Vielleicht irgendwann landete sie auf der Spiegel-Bestsellerliste. Ebenso wie alle Bände der Crumbling Hearts Reihe.
In ihren Büchern bringt Wahl gerne ihre Liebe für den Formel-1-Sport mit ein. Im Februar 2023 machte sie publik, dass sie an einer zweiteiligen Buchreihe arbeitet, die sich rund um das Thema Formel 1 drehen wird.

## Werke

### Einzelwerke
- Mondscheinküsse halten länger. Schwarzkopf & Schwarzkopf, Berlin 2013, ISBN 978-3-86265-290-7.
- Die Traumhüpfer. Heyne, München 2016, ISBN 978-3-641-16951-0.
- Schatten der Ewigkeit. Knaur, München 2019, ISBN 978-3-426-45523-4.
- Staat X. Loewe, Bindlach 2019,  ISBN 978-3-7432-0230-6.
- Zwei Leben in einer Nacht. Loewe, Bindlach 2020, ISBN 978-3-7432-0746-2.
- Feels like Christmas. Loewe, Bindlach 2023, ISBN 978-3-7320-2043-0.

### Vielleicht-Reihe
- Vielleicht jetzt. Loewe, Bindlach 2021, ISBN 978-3-7432-1095-0.
- Vielleicht nie. Loewe, Bindlach 2021, ISBN 978-3-7432-1096-7.
- Vielleicht irgendwann. Loewe, Bindlach 2022, ISBN 978-3-7432-1097-4.

### Crumbling-Hearts-Reihe
- Skogen Dynasty. Loewe, Bindlach 2023, ISBN 978-3-7432-1571-9.
- Golden Heritage, Loewe, Bindlach 2024, ISBN 978-3-7320-2179-6.
- Larsson Legacy, Loewe, Bindlach 2024, ISBN 978-3-7432-1573-3.

### Driven Dreams-Dilogie
- Crushing Souls.  Loewe, Bindlach 2025, ISBN 978-3-7432-2112-3.